# 8523 Bouillabaisse
8523 Bouillabaisse (1992 PX) là một tiểu hành tinh vành đai chính được phát hiện ngày 8 tháng 8 năm 1992 bởi E. W. Elst ở Caussols.